# Big City Blues (film, 1932)
Pour les articles homonymes, voir Big City Blues.
Pour plus de détails, voir Fiche technique et Distribution.
Big City Blues est un film américain réalisé par Mervyn LeRoy et sorti en 1932.
Une copie du film est conservée à la Bibliothèque du Congrès.

## Synopsis
Bud Reeves est un jeune homme naïf qui vit dans une petite ville de l'Indiana. Après avoir hérité de sa tante, il décide d'utiliser cet argent pour déménager à New York pour trouver un emploi et commencer une nouvelle vie. Son chien Duke le suit jusqu'à la gare et l'agent de la gare dit qu'il s'occupera du chiot mais seulement à titre de prêt, car il est certain que Bud rentrera chez lui dans un mois ou moins, après avoir passé du temps en ville. lui-même et bien conscient de la dureté de la vie là-bas. Une fois dans la Grosse Pomme, Bud loue une chambre d'hôtel modeste mais spacieuse et rencontre bientôt son cousin Gibby, beaucoup plus âgé et qui parle bien. Gibby commence immédiatement à escroquer Bud de petites sommes d'argent pour acheter des choses. Il le présente également à la choriste Vida Fleet et à son ami Faun. Bud tombe rapidement amoureux de Vida.
Les ennuis commencent bientôt lorsque Gibby achète une grande quantité d'alcool et de champagne à un contrebandier local et organise une fête dans la chambre de Bud. En plus de Vida et Faun, d'autres personnes rejoignant la fête incluent Jackie Devoe et d'autres choristes, ainsi que Stacky, Shep et Lenny. Plus tard dans la soirée, après avoir beaucoup bu, Shep et un Lenny très ivre commencent à se disputer pour savoir qui ramènera Jackie inconsciente à la maison. Un combat s'ensuit et les meubles sont renversés et les lampes sont cassées. Alors que les lumières s'éteignent, Shep et Lenny continuent leur bagarre. Des bouteilles sont également lancées sauvagement et utilisées comme armes dans la pièce sombre. Lorsque les lumières se rallument, les fêtards découvrent que Jackie, allongée sur un canapé, est morte, tuée par l'une des bouteilles qui lui a heurté la tête. Tout le monde sauf Bud quitte précipitamment la chambre d'hôtel, y compris Vida. Le détective de la maison, Hummel, découvre bientôt le corps de Jackie après avoir vu Vida, qui est revenue chercher Bud. Le jeune couple s'enfuit, mais est ensuite arrêté avec certains des autres fêtards. Tous sont finalement blanchis de toute accusation lorsque, de retour à l'hôtel, Hummel trouve le vrai tueur, Lenny, dont le cadavre est suspendu dans un placard. Les preuves montrent qu'il a commis le crime et que, dans sa culpabilité et ses remords pour la mort de Jackie, il s'est pendu.
Après un au revoir en larmes avec Vida, Bud retourne dans l'Indiana, pour trouver Duke qui l'attend patiemment à la gare et l'agent de la gare récupère un pari qu'il a fait à ce sujet. On apprend alors que Bud a envoyé un télégramme indiquant qu'il a l'intention de retourner à New York après avoir économisé suffisamment d'argent, vraisemblablement pour épouser Vida.

## Fiche technique
- Réalisation : Mervyn LeRoy
- Scénario : Lillie Hayward d'après la pièce New York Town de Ward Morehouse[2]
- Photographie : James Van Trees
- Musique : Ray Heindorf, Bernhard Kaun
- Montage : Ray Curtiss
- Distributeur : Warner Bros.
- Durée : 63 minutes
- Date de sortie : 10 septembre 1932

## Distribution
- Joan Blondell : Vida Fleet
- Eric Linden : Bud Reeves
- Jobyna Howland : Serena Cartlich
- Ned Sparks : "Stacky" Stackhouse
- Guy Kibbee : Hummell, détective
- Grant Mitchell : agent de la station
- Walter Catlett : Cousin "Gibby" Gibboney
- Inez Courtney : Faun
- Thomas Jackson : Détective Quelkin
- Humphrey Bogart : Shep Adkins [3]
- Tom Dugan : Red, le chauffeur de taxi